# Сесарего (Ђенова)
Сесарего је насеље у Италији у округу Ђенова, региону Лигурија.
Према процени из 2011. у насељу је живело 226 становника. Насеље се налази на надморској висини од 247 м.